# Friedrich Brentel (II.)
Friedrich Brentel (* um 1606 wohl in Burglengenfeld; † 1636 in Bayreuth) war ein Maler in Franken. Er war der jüngere Sohn des Malers Elias Brentel, sowie ein Bruder des Malers Hans Friedrich Brentel (II.).

## Leben
Friedrich Brentel war der jüngere Sohn seines Vaters Elias und dessen erster Ehefrau Veronica. Von dem Vater lernte er das Malerhandwerk. Im Gegensatz zu seinem älteren Bruder arbeitete er ausschließlich als Maler und wohl nur zusammen mit seinem Vater. Am 11. August 1628 heiratete er in Bayreuth Maria Volkh, die Witwe des „riesigen Knechts“ (Soldaten) Wolf Wilhelm Volkh. Mit seinem Vater Elias malte er ab 1632 die Kirche St. Bartholomäus in Mistelbach aus.